# Saltos ornamentais nos Jogos Pan-Americanos de 1983
As competições de saltos ornamentais nos Jogos Pan-Americanos de 1983 foram realizadas em Caracas, Venezuela. Esta foi a nona edição do esporte nos Jogos Pan-Americanos. 

## Masculino

### Trampolim de 3 metros
| POSIÇÃO | ATLETA                |
| ------- | --------------------- |
|         | Greg Louganis (USA)   |
|         | Abel Ramírez (CUB)    |
|         | David Burgering (USA) |

### Plataforma de 10 metros
| POSIÇÃO | ATLETA                 |
| ------- | ---------------------- |
|         | Greg Louganis (USA)    |
|         | Bruce Kimball (USA)    |
|         | Ricardo Banuelos (MEX) |

## Feminino

### Trampolim de 3 metros
| POSIÇÃO | ATLETA                |
| ------- | --------------------- |
|         | Kelly McCormick (USA) |
|         | Wendy Wyland (USA)    |
|         | Sylvie Bernier (CAN)  |

### Plataforma de 10 metros
| POSIÇÃO | ATLETA                             |
| ------- | ---------------------------------- |
|         | Wendy Wyland (USA)                 |
|         | Verónica G. Ribot de Cañales (ARG) |
|         | Guadalupe Canseco (MEX)            |

## Quadro de medalhas
| Posição | Nação              |   |   |   | Total |
| ------- | ------------------ | - | - | - | ----- |
| 1       | USA Estados Unidos | 4 | 2 | 1 | 7     |
| 2       | CUB Cuba           | 0 | 1 | 0 | 1     |
| 2       | ARG Argentina      | 0 | 1 | 0 | 1     |
| 4       | MEX México         | 0 | 0 | 2 | 2     |
| 5       | CAN Canadá         | 0 | 0 | 1 | 1     |
| Total   | Total              | 4 | 4 | 4 | 12    |